# 8 канал (Україна)
«8 канал» — український розважальний телеканал.

## Історія
Телеканал «Pro Все» позиціонувався як розважальний і асоціювався з радістю, динамічністю і позитивними емоціями. Програмне наповнення задумувалося як комфортне, затишне для глядачів. Концепція «Pro Все» — «пізнавальна енциклопедія життя, сприйнята через призму гарного настрою».
Канал створювався як сімейне телебачення, його орієнтували на глядачів будь-якого віку та інтересів. Тематика охоплювала інтереси всіх аудиторій та поколінь і була покликана формувати у глядачів позитивний настрій. 
В етері були представлені різні жанри: технологічні реаліті-шоу, інтелектуальні ток-шоу; розважально-пізнавальні передачі (туризм, подорожі, історія, культура); популярні фільми та серіали; художні та мультиплікаційні фільми для дітей та підлітків, стара та сучасна музика; гумористичні передачі; концерти; зустрічі зі знаменитостями.
До літа 2017 року супутникова ліцензія телеканалу «Pro ВСЕ» була записана на ТОВ «ТРК „Клас“», яке належало Андрію Карпію (5,5 %) та його компанії ТОВ «І українська радіо група» (94,5 %). На ТРК «Клас» також була записана ліцензія на загальнонаціональну ФМ-мережу «Стильне радіо „Перець FM“». Але влітку того ж року Карпій виокремив телеканал у нову юридичну особу — ТОВ «ТРК „Про все“». Ця компанія була зареєстрована 25 квітня 2017 року, її власниками на той момент були Андрій Карпій (29,55 %) і ТОВ «І українська радіо група» (70,45 %). Згодом, ТОВ «ТРК „Про все“» змінило назву на ТОВ «АРС МАГНА ПРОДАКШН», змінило власника та директора: обидві посади посів Сергій Федорченко.
Після зміни власності 23 листопада 2017 року телеканал переформатувався з розважального в інформаційний, змінивши назву на «8 канал».
26 березня 2018 року телеканал розпочав мовлення у форматі 16:9 та форматі високої роздільної здатності.
7 липня 2023 року телеканал призупинив супутникове мовлення, однак 30 жовтня відновив його.
1 січня 2024 року телеканал припинив супутникове мовлення.
29 лютого 2024 року Національна рада України з питань телебачення і радіомовлення призначила позапланову перевірку через відсутність супутникового мовлення. За результатами перевірки 25 квітня регулятор оштрафував телеканал.
27 червня 2024 року телеканал став переможцем конкурсу на отримання ліцензії на мовлення у локальному DVB-T мультиплексі Києва (43 ТВК).

## Програми
- Не проспи!
- Бізнес. Діалоги
- Щаслива родина
- Новини. Бізнес. Світ. Спорт
- Здоров'я. Діалог
- Благодійність
- Вечір на 8 каналі
- Досягти більшого!
- Час перших
- Х&З
- Битва!
- Бізнес-бар

## Етерне цифрове мовлення
| Мультиплекс       | Територія мовлення | Стандарт | Формат мовлення |
| ----------------- | ------------------ | -------- | --------------- |
| Місцевий (43 ТВК) | Київ               | DVB-T    | SD 576i 16:9    |